# 崔璵 (成化進士)
崔璵（？—？），字宗器，直隸保定府易州人，民籍，明朝政治人物。

## 生平
順天府鄉試第二十一名舉人。成化十七年（1481年）中式辛丑科三甲第一百七十六名進士。

## 家族
曾祖崔文昇；祖父崔秉真；父崔林，母田氏。